# كاتالينا
كاتالينا هي قرية تقع في إقليم كوفاسنا في رومانيا.

## السكان
حسب إحصائيات 2002 بلغ عدد سكان القرية 3,500 نسمة.

## توأمة
لكاتالينا اتفاقيات توأمة مع:
- بويلاس

## أعلام
- فاسيلي لوكا